# Manoir du Châtelet
Le manoir du Châtelet ou ferme du Châtelet est une demeure, en grande partie en ruines datant du XVIIe siècle, qui se dresse sur le territoire de la commune française de Sassy,  dans le département du Calvados, en région Normandie. L'édifice est partiellement protégée aux monuments historiques.

## Localisation
La ferme-manoir est situé au sud-ouest du bourg de Sassy, dans le département français du Calvados.

## Historique
La ferme-manoir, qui a conservé extérieurement une allure de forteresse, a été construite à la fin du XVIe et au début du XVIIe siècle, pour Vauquelin de La Fresnaye († 1607) et son fils Vauquelin des Yveteaux († 1649), tous deux écrivains.

## Description
Sur le portail, présence d'armes bûchées. En 1887 était signalée une cheminée monumentale avec profusion de sculptures portant les armes des Vauquelin.

## Protection
Au titre des monuments historiques :
- le colombier et la porte monumentale sont classés par arrêté du 20 mai 1932 ;
- les murs à la suite du portail et les pavillons d'entrée sont inscrits par arrêté du 4 octobre 1932.